# WSH Płomień Sosnowiec
AH Płomień Sosnowiec (dawniej WSH Płomień Sosnowiec) – polska kobieca drużyna siatkarska działająca przy Akademii Humanitas w Sosnowcu.

## Sukcesy
- 3. miejsce: 2017 II Memoriał Krzysztofa Turka